# Górnik Zabrze w sezonie 2018/2019
Sezon 2018/2019 był 71. sezonem w historii klubu i 61. na najwyższym poziomie rozgrywek ligowych (drugim z kolei). Górnik zakończył rozgrywki Ekstraklasy na jedenastym miejscu. Rozgrywki Pucharu Polski rozpoczął od 1/32 finału docierając do ćwierćfinału. Brał również udział w rozgrywkach Ligi Europy rozpoczynając od I rundy i docierając do rundy II.

## Działalność klubu
15 maja Komisja ds. Licencji Klubowych Polskiego Związku Piłki Nożnej ogłosiła decyzję o przyznaniu Górnikowi Zabrze licencji na grę w sezonie 2018/19 zarówno w rozgrywkach Ekstraklasy (z nadzorem infrastrukturalnym), jak i w rozgrywkach klubowych UEFA w sezonie 2018/19.
Podczas przedsezonowej prezentacji zespołu ogłoszono nawiązanie współpracy z nowym partnerem strategicznym klubu – Polską Grupą Górniczą SA.
W grudniu 2018 roku świętowano w klubie rocznicę 70-lecia istnienia klubu. 14 grudnia, dokładnie 70 lat po utworzeniu klubu, na stanowisku koordynatora pionu sportowego i doradcy zarządu zatrudniony został Artur Płatek – były piłkarz Górnika (w latach 1991-1993) oraz skaut Borussii Dortmund.
Po niemal dwunastu latach klub zakończył współpracę z firmą ubezpieczeniową Allianz Polska. Na koszulkach piłkarzy w miejsce logotypu ubezpieczyciela pojawiła się reklama Akademii Górnika Zabrze, zachęcająca do wpłaty 1% podatku dla klubowej szkółki piłkarskiej.
11 maja, odnosząc zwycięstwo 1:0 nad drużyną Miedzi Legnica, Górnik Zabrze zapewnił sobie utrzymanie w Ekstraklasie. Trzy dni później, decyzją Komisji ds. Licencji Klubowych Polskiego Związku Piłki Nożnej, klub otrzymał licencję na grę w najwyższej klasie rozgrywkowej w sezonie 2019/2020 bez żadnego dodatkowego nadzoru.
Podczas gali kończącej sezon, poza nagrodami indywidualnymi przyznanymi Igorowi Angulo, uhonorowany został Stanisław Oślizło (piłkarz Górnika w latach 1960-1972), który wraz z Kazimierzem Deyną, Włodzimierzem Smolarkiem, Grzegorzem Latą i Łukaszem Surmą wybrany został do galerii największych legend Lotto Ekstraklasy.
Górnik Zabrze zajął drugie miejsce w klasyfikacji Pro Junior System w sezonie 2018/2019 i z tego tytułu otrzymał 600.000 złotych. Lepszy pod tym względem był tylko Lech Poznań.

## Stadion

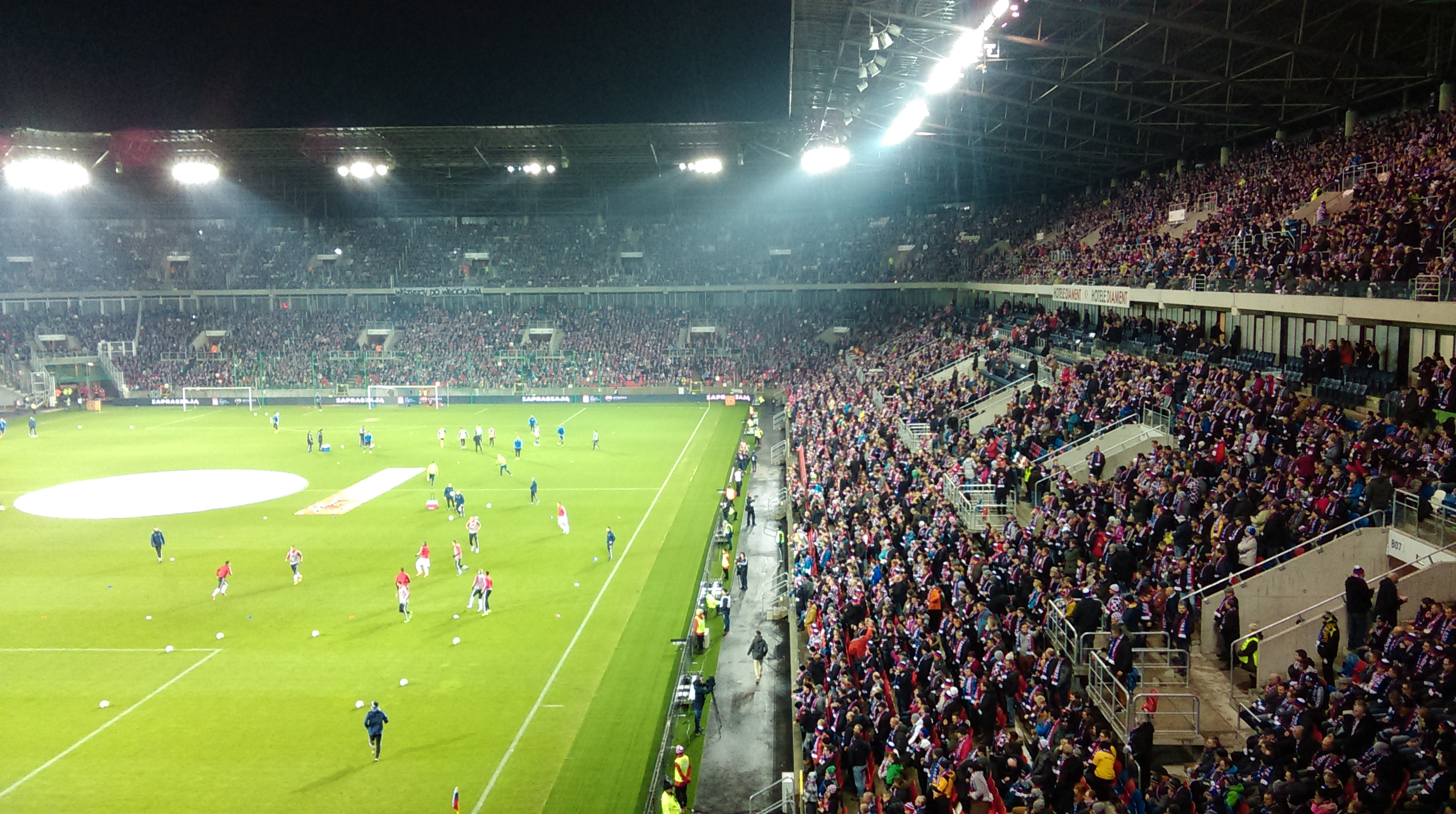
Arena Zabrze

Miejscem rozgrywania spotkań domowych jest stadion Arena Zabrze o pojemności 24 563 krzesełek.
* spotkania rozegrane w rundzie finałowej

## Lotto Ekstraklasa
| Poz. | Drużyna       | M  | Punkty | Z  | R  | P  | Bramki | Bramki | Bramki |
| Poz. | Drużyna       | M  | Punkty | Z  | R  | P  | +      | -      | +/-    |
| ---- | ------------- | -- | ------ | -- | -- | -- | ------ | ------ | ------ |
| 9    | Wisła Kraków  | 37 | 49     | 14 | 7  | 16 | 67     | 63     | 4      |
| 10   | Korona Kielce | 37 | 47     | 12 | 11 | 14 | 42     | 54     | -12    |
| 11   | Górnik Zabrze | 37 | 46     | 12 | 10 | 15 | 48     | 53     | -5     |
| 12   | Śląsk Wrocław | 37 | 44     | 12 | 8  | 17 | 49     | 45     | 4      |
| 13   | Arka Gdynia   | 37 | 42     | 10 | 12 | 15 | 49     | 51     | -2     |

| Poz. | Drużyna       | M  | Punkty | Z  | R  | P  | Bramki | Bramki | Bramki |
| Poz. | Drużyna       | M  | Punkty | Z  | R  | P  | +      | -      | +/-    |
| ---- | ------------- | -- | ------ | -- | -- | -- | ------ | ------ | ------ |
| 10   | Korona Kielce | 30 | 40     | 10 | 10 | 10 | 35     | 44     | -9     |
| 11   | Miedź Legnica | 30 | 32     | 8  | 8  | 14 | 30     | 52     | -22    |
| 12   | Górnik Zabrze | 30 | 31     | 6  | 11 | 13 | 36     | 49     | -13    |
| 13   | Śląsk Wrocław | 30 | 31     | 8  | 7  | 15 | 35     | 37     | -2     |
| 14   | Wisła Płock   | 30 | 30     | 7  | 9  | 14 | 40     | 49     | -9     |

### Wyniki spotkań
| Mecz           | Data            | Godz. | Stadion   | Przeciwnik            | Wynik | Punkty | Strzelcy                        |
| -------------- | --------------- | ----- | --------- | --------------------- | ----- | ------ | ------------------------------- |
| Runda jesienna |                 |       |           |                       |       |        |                                 |
| 1              | 22 lipca        | 15:30 | Zabrze    | Korona Kielce         | 1:1   | 1      | Smuga                           |
| 2              | 29 lipca        | 15:30 | Zabrze    | Wisła Płock           | 1:1   | 2      | Angulo                          |
| 3              | 5 sierpnia      | 18:00 | Legnica   | Miedź Legnica         | 3:1   | 5      | Suárez, Angulo, Żurkowski       |
| 4              | 11 sierpnia     | 20:30 | Gdynia    | Arka Gdynia           | 1:1   | 6      | Suárez                          |
| 5              | 18 sierpnia     | 20:30 | Zabrze    | Lechia Gdańsk         | 0:2   | 6      | -                               |
| 6              | 25 sierpnia     | 20:30 | Kraków    | Wisła Kraków          | 0:3   | 6      | -                               |
| 7              | 31 sierpnia     | 18:00 | Zabrze    | Pogoń Szczecin        | 1:1   | 7      | Angulo                          |
| 8              | 17 września     | 18:00 | Sosnowiec | Zagłębie Sosnowiec    | 1:1   | 8      | Angulo                          |
| 9              | 23 września     | 18:00 | Zabrze    | Jagiellonia Białystok | 1:3   | 8      | Angulo                          |
| 10             | 29 września     | 15:30 | Gliwice   | Piast Gliwice         | 0:1   | 8      | -                               |
| 11             | 5 października  | 20:30 | Zabrze    | Lech Poznań           | 2:2   | 9      | Jiménez, Żurkowski              |
| 12             | 22 października | 18:00 | Kraków    | Cracovia              | 0:2   | 9      | -                               |
| 13             | 28 października | 18:00 | Zabrze    | KGHM Zagłębie Lubin   | 2:0   | 12     | Angulo (2)                      |
| 14             | 3 listopada     | 20:30 | Warszawa  | Legia Warszawa        | 0:4   | 12     | -                               |
| 15             | 9 listopada     | 18:00 | Zabrze    | Śląsk Wrocław         | 2:2   | 13     | Suárez, Jiménez                 |
| Runda wiosenna |                 |       |           |                       |       |        |                                 |
| 16             | 24 listopada    | 15:30 | Kielce    | Korona Kielce         | 2:4   | 13     | Angulo (2)                      |
| 17             | 1 grudnia       | 15:30 | Płock     | Wisła Płock           | 4:0   | 16     | Zapolnik, Angulo (2), Urynowicz |
| 18             | 9 grudnia       | 15:30 | Zabrze    | Miedź Legnica         | 1:3   | 16     | Angulo                          |
| 19             | 15 grudnia      | 18:00 | Zabrze    | Arka Gdynia           | 1:1   | 17     | Suárez                          |
| 20             | 22 grudnia      | 18:00 | Gdańsk    | Lechia Gdańsk         | 0:4   | 17     | -                               |
| 21             | 11 lutego       | 18:00 | Zabrze    | Wisła Kraków          | 2:0   | 20     | Matras (2)                      |
| 22             | 15 lutego       | 18:00 | Szczecin  | Pogoń Szczecin        | 1:3   | 20     | Angulo                          |
| 23             | 23 lutego       | 15:30 | Zabrze    | Zagłębie Sosnowiec    | 2:1   | 23     | Gwilia, Angulo                  |
| 24             | 2 marca         | 18:00 | Białystok | Jagiellonia Białystok | 2:2   | 24     | Żurkowski, Angulo               |
| 25             | 8 marca         | 18:00 | Zabrze    | Piast Gliwice         | 0:2   | 24     | -                               |
| 26             | 15 marca        | 20:30 | Poznań    | Lech Poznań           | 3:0   | 27     | Angulo (2), Sekulić             |
| 27             | 29 marca        | 20:30 | Zabrze    | Cracovia              | 0:1   | 27     | -                               |
| 28             | 2 kwietnia      | 20:30 | Lubin     | KGHM Zagłębie Lubin   | 1:1   | 29     | Matras                          |
| 29             | 7 kwietnia      | 18:00 | Zabrze    | Legia Warszawa        | 1:2   | 28     | Angulo                          |
| 30             | 13 kwietnia     | 18:00 | Wrocław   | Śląsk Wrocław         | 1:0   | 31     | Jiménez                         |
| Grupa spadkowa |                 |       |           |                       |       |        |                                 |
| 31             | 22 kwietnia     | 18:00 | Zabrze    | Arka Gdynia           | 1:0   | 34     | Zapolnik                        |
| 32             | 25 kwietnia     | 20:30 | Wrocław   | Śląsk Wrocław         | 2:1   | 37     | Angulo (2)                      |
| 33             | 29 kwietnia     | 18:00 | Zabrze    | Zagłębie Sosnowiec    | 4:0   | 40     | Sekulić, Jiménez, Angulo (2)    |
| 34             | 3 maja          | 20:30 | Zabrze    | Wisła Kraków          | 1:2   | 40     | Jiménez                         |
| 35             | 11 maja         | 18:00 | Legnica   | Miedź Legnica         | 1:0   | 43     | Bochniewicz                     |
| 36             | 14 maja         | 20:30 | Zabrze    | Wisła Płock           | 0:1   | 43     | -                               |
| 37             | 18 maja         | 15:30 | Kielce    | Korona Kielce         | 3:0   | 46     | Angulo (2), Wolsztyński         |

Ostatnia aktualizacja: 37. kolejka
    zwycięstwo     remis     porażka

### Kolejka po kolejce
| 1 | 2  | 3 | 4 | 5 | 6  | 7  | 8  | 9  | 10 | 11 | 12 | 13 | 14 | 15 | 16 | 17 | 18 | 19 | 20 | 21 | 22 | 23 | 24 | 25 | 26 | 27 | 28 | 29 | 30 | 31 | 32 | 33 | 34 | 35 | 36 | 37 |
| - | -- | - | - | - | -- | -- | -- | -- | -- | -- | -- | -- | -- | -- | -- | -- | -- | -- | -- | -- | -- | -- | -- | -- | -- | -- | -- | -- | -- | -- | -- | -- | -- | -- | -- | -- |
| 7 | 10 | 5 | 7 | 9 | 12 | 10 | 10 | 14 | 14 | 14 | 16 | 14 | 15 | 14 | 14 | 14 | 15 | 15 | 15 | 14 | 14 | 14 | 13 | 14 | 12 | 12 | 12 | 14 | 12 | 11 | 11 | 11 | 11 | 11 | 11 | 11 |

    wejście do grupy mistrzowskiej     wejście do grupy spadkowej

## Totolotek Puchar Polski
Jako drużyna występująca w sezonie 2017/2018 w rozgrywkach Ekstraklasy, Górnik Zabrze rozpoczął rozgrywki Totolotek Pucharu Polski od 1/32 finału pokonując na inaugurację drużynę Unii Hrubieszów 9:0. Odpadł z rozgrywek w ćwierćfinale przegrywając z Lechią Gdańsk 1:2.
| Faza | Data            | Godz. | Stadion    | Przeciwnik           | Wynik | Strzelcy                                                              |
| ---- | --------------- | ----- | ---------- | -------------------- | ----- | --------------------------------------------------------------------- |
| 1/32 | 2 października  | 15:00 | Hrubieszów | Unia Hrubieszów      | 9:0   | Smuga (2), Żurkowski (2), Angulo, Zapolnik (2), Jiménez, Ambrosiewicz |
| 1/16 | 31 października | 13:00 | Legionowo  | Legionovia Legionowo | 1:0   | Angulo                                                                |
| 1/8  | 6 grudnia       | 12:15 | Katowice   | Rozwój Katowice      | 4:1   | Jiménez, Zapolnik, Matuszek, Ł. Wolsztyński                           |
| 1/4  | 27 lutego       | 20:30 | Zabrze     | Lechia Gdańsk        | 1:2   | Angulo                                                                |

Ostatnia aktualizacja: 27 lutego
    zwycięstwo     remis     porażka

## Liga Europy UEFA
Jako czwarta drużyna Ekstraklasy w sezonie 2017/2018, Górnik Zabrze rozpoczął rozgrywki Ligi Europy od I rundy kwalifikacyjnej, w której był zespołem rozstawionym. Był to pierwszy występ klubu w europejskich rozgrywkach od 1995 roku. Po dwóch przegranych ze słowackim AS Trenčín w II rundzie kwalifikacyjnej Górnik odpadł z rozgrywek.
| Faza     | Data       | Godz. | Stadion   | Przeciwnik   | Wynik | Strzelcy |
| -------- | ---------- | ----- | --------- | ------------ | ----- | -------- |
| I runda  | 12 lipca   | 20:00 | Zabrze    | Zarea Bielce | 1:0   | Angulo   |
| I runda  | 19 lipca   | 19:00 | Kiszyniów | Zarea Bielce | 1:1   | Smuga    |
| II runda | 26 lipca   | 20:00 | Zabrze    | AS Trenčín   | 0:1   | -        |
| II runda | 2 sierpnia | 17:30 | Myjava    | AS Trenčín   | 1:4   | Smuga    |

Ostatnia aktualizacja: 2 sierpnia
    zwycięstwo     remis     porażka

## Mecze towarzyskie
| Data                                | Przeciwnik                 | Miejsce          | Wynik | Strzelcy                                                                |
| ----------------------------------- | -------------------------- | ---------------- | ----- | ----------------------------------------------------------------------- |
| Rozegrane w przerwie letniej        |                            |                  |       |                                                                         |
| 22 czerwca                          | Fotbal Trzyniec            | Puńców           | 0:0   | -                                                                       |
| 26 czerwca                          | MFK Karviná                | Karwina          | 1:3   | Matuszek                                                                |
| 29 czerwca                          | Hajduk Split               | Split            | 0:4   | -                                                                       |
| 29 czerwca                          | KGHM Zagłębie Lubin        | Lubin            | 0:3   | -                                                                       |
| 5 lipca                             | GKS Katowice               | Katowice         | 1:3   | Urynowicz                                                               |
| 5 lipca                             | SFC Opava                  | Zabrze           | 2:1   | Suárez (2)                                                              |
| 14 lipca                            | Podbeskidzie Bielsko-Biała | Bielsko-Biała    | 1:3   | Kamiński                                                                |
| Rozegrane w trakcie rundy jesiennej |                            |                  |       |                                                                         |
| 13 października                     | Wisłoka Dębica             | Dębica           | 0:0   | -                                                                       |
| 16 listopada                        | GKS Katowice               | Katowice         | 0:0   | -                                                                       |
| Rozegrane w przerwie zimowej        |                            |                  |       |                                                                         |
| 16 stycznia                         | Anagennisi Derinia         | Protoras         | 8:0   | Żurkowski, Jiménez (2), Angulo, Gwilia, Wiśniewski, Zapolnik, Michalski |
| 25 stycznia                         | Spartak Moskwa U-21        | Protoras         | 2:1   | Urynowicz, Kiklaisz                                                     |
| 26 stycznia                         | FK Teplice                 | Protoras         | 0:2   | -                                                                       |
| 28 stycznia                         | FK Čukarički U-21          | Protoras         | 3:1   | Smuga, Ryczkowski, Matuszek                                             |
| 30 stycznia                         | FK Čukarički               | Protoras         | 1:1   | Angulo                                                                  |
| 31 stycznia                         | Omonia Nikozja U-21        | Protoras         | 9:0   | Smuga (3), Hajda, Zapolnik (4), Ryczkowski                              |
| Rozegrane w trakcie rundy wiosennej |                            |                  |       |                                                                         |
| 20 lutego                           | GKS 1962 Jastrzębie        | Wodzisław Śląski | 1:1   | Mystakidis                                                              |
| 22 marca                            | Sandecja Nowy Sącz         | Zabrze           | 1:0   | Jiménez                                                                 |

Ostatnia aktualizacja: 22 marca 2019
    zwycięstwo     remis     porażka

## Zawodnicy

### Skład
| Nr                                                                                       | Zawodnik              | Data urodzenia       | W klubie od | Poprzedni klub          | Ekstraklasa | Ekstraklasa | Puchar Polski | Puchar Polski | Liga Europy | Liga Europy | RAZEM | RAZEM |           |           | Uwagi                                                          |
| Nr                                                                                       | Zawodnik              | Data urodzenia       | W klubie od | Poprzedni klub          |             |             |               |               |             |             |       |       | EKS/PP/LE | EKS/PP/LE | Uwagi                                                          |
| ---------------------------------------------------------------------------------------- | --------------------- | -------------------- | ----------- | ----------------------- | ----------- | ----------- | ------------- | ------------- | ----------- | ----------- | ----- | ----- | --------- | --------- | -------------------------------------------------------------- |
| Bramkarze                                                                                |                       |                      |             |                         |             |             |               |               |             |             |       |       |           |           |                                                                |
| 1                                                                                        | Tomasz Loska          | 26 stycznia 1996     | 2013        | Raków Częstochowa       | 19          | -           | 1             | -             | 4           | -           | 24    | -     | -         | -         |                                                                |
| 33                                                                                       | Daniel Bielica        | 30 kwietnia 1999     | 2016        | Górnik II Zabrze        | 1           | -           | 2             | -             | -           | -           | 3     | -     | -         | -         |                                                                |
| 74                                                                                       | Jakub Szymański       | 30 sierpnia 2000     | 2016        | Górnik II Zabrze        | -           | -           | -             | -             | -           | -           | -     | -     | -         | -         |                                                                |
| 84                                                                                       | Martin Chudý          | 23 kwietnia 1989     | 2019        | Spartak Trnawa          | 17          | -           | 1             | -             | -           | -           | 18    | -     | -         | -         | dołączył do zespołu w okienku zimowym                          |
| 93                                                                                       | Wojciech Pawłowski    | 18 stycznia 1993     | 2016        | Rozwój Katowice         | -           | -           | -             | -             | -           | -           | -     | -     | -         | -         |                                                                |
| Obrońcy                                                                                  |                       |                      |             |                         |             |             |               |               |             |             |       |       |           |           |                                                                |
| 2                                                                                        | Przemysław Wiśniewski | 27 lipca 1998        | 2015        | Górnik II Zabrze        | 25          | -           | 2             | -             | 4           | -           | 31    | -     | 5/0/0     | -         |                                                                |
| 3                                                                                        | Boris Sekulić         | 21 października 1991 | 2019        | CSKA Sofia              | 13          | 2           | 1             | -             | -           | -           | 14    | 2     | 4/0/0     | -         | dołączył do zespołu w okienku zimowym                          |
| 3                                                                                        | Adam Wolniewicz       | 18 marca 1993        | 2013        | Energetyk ROW Rybnik    | 8           | -           | 1             | -             | 4           | -           | 13    | -     | 2/0/1     | -         | w okienku zimowym wypożyczony do GKS-u Jastrzębie              |
| 4                                                                                        | Adam Örn Arnarson     | 27 sierpnia 1995     | 2019        | Aalesunds FK            | 13          | -           | -             | -             | -           | -           | 13    | -     | 2/0/0     | -         | dołączył do zespołu w okienku zimowym                          |
| 5                                                                                        | Paweł Bochniewicz     | 30 stycznia 1996     | 2018        | Udinese Calcio          | 32          | 1           | 4             | -             | -           | -           | 36    | 1     | 5/0/0     | -         |                                                                |
| 13                                                                                       | Kacper Michalski      | 3 stycznia 2000      | 2018        | Górnik II Zabrze        | 11          | -           | 1             | -             | -           | -           | 12    | -     | 1/1/0     | -         |                                                                |
| 14                                                                                       | Michał Koj            | 28 lipca 1993        | 2017        | Ruch Chorzów            | 14          | -           | 3             | -             | 1           | -           | 18    | -     | 6/0/0     | 2/0/0     |                                                                |
| 15                                                                                       | Dani Suárez           | 7 maja 1990          | 2017        | SD Ponferradina         | 31          | 4           | 3             | -             | 4           | -           | 38    | 4     | 6/0/0     | -         |                                                                |
| 24                                                                                       | Bartłomiej Eizenchart | 23 sierpnia 2001     | 2019        | Górnik II Zabrze        | -           | -           | -             | -             | -           | -           | -     | -     | -         | -         |                                                                |
| 27                                                                                       | Adrian Gryszkiewicz   | 13 grudnia 1999      | 2018        | Gwarek Zabrze           | 22          | -           | 2             | -             | 4           | -           | 28    | -     | 6/0/0     | 1/0/0     |                                                                |
| -                                                                                        | Karol Jaksik          | 30 lipca 1999        | 2013        | Górnik II Zabrze        | -           | -           | -             | -             | -           | -           | -     | -     | -         | -         |                                                                |
| -                                                                                        | Bartłomiej Olszewski  | 29 stycznia 1996     | 2012        | MKS Kluczbork           | -           | -           | -             | -             | -           | -           | -     | -     | -         | -         | w okienku zimowym odszedł do Pogoni Siedlce                    |
| -                                                                                        | Kamil Surowiec        | 23 marca 1999        | 2018        | Górnik II Zabrze        | -           | -           | -             | -             | -           | -           | -     | -     | -         | -         |                                                                |
| -                                                                                        | Michał Teichman       | 17 marca 1996        | 2012        | Górnik II Zabrze        | -           | -           | -             | -             | -           | -           | -     | -     | -         | -         |                                                                |
| Pomocnicy                                                                                |                       |                      |             |                         |             |             |               |               |             |             |       |       |           |           |                                                                |
| 6                                                                                        | Wiktor Biedrzycki     | 31 lipca 1997        | 2018        | Stomil Olsztyn          | 3           | -           | -             | -             | 2           | -           | -     | -     | -         | -         | w okienku zimowym odszedł do Wigier Suwałki                    |
| 7                                                                                        | Szymon Żurkowski      | 25 września 1997     | 2016        | Gwarek Zabrze           | 31          | 3           | 3             | 2             | 3           | -           | 37    | 5     | 2/0/2     | 0/0/1     |                                                                |
| 8                                                                                        | Walerian Gwilia       | 24 maja 1994         | 2019        | FC Luzern               | 17          | 1           | 1             | -             | -           | -           | 18    | 1     | 3/0/0     | -         |                                                                |
| 8                                                                                        | Konrad Nowak          | 7 listopada 1994     | 2012        | Rozwój Katowice         | 12          | -           | 2             | -             | 1           | -           | 15    | -     | 1/0/0     | -         | w okienku zimowym odszedł do Puszczy Niepołomice               |
| 9                                                                                        | Jesús Jiménez         | 5 listopada 1993     | 2018        | CF Talavera de la Reina | 36          | 6           | 4             | 2             | 4           | -           | 44    | 8     | 4/0/1     | 1/0/0     |                                                                |
| 10                                                                                       | Łukasz Wolsztyński    | 8 grudnia 1994       | 2012        | Legionovia Legionowo    | 22          | 1           | 3             | 1             | -           | -           | 25    | 2     | 1/1/0     | -         |                                                                |
| 11                                                                                       | Daniel Liszka         | 17 lutego 2000       | 2013        | Górnik II Zabrze        | 10          | -           | 1             | -             | 4           | -           | 15    | -     | 2/0/0     | -         |                                                                |
| 16                                                                                       | Dariusz Pawłowski     | 25 lutego 1999       | 2012        | Górnik II Zabrze        | -           | -           | -             | -             | -           | -           | -     | -     | -         | -         | w okienku zimowym wypożyczony do Bruk-Betu Termalicy Nieciecza |
| 18                                                                                       | Wojciech Hajda        | 23 maja 2000         | 2017        | Gwarek Zabrze           | -           | -           | -             | -             | -           | -           | -     | -     | -         | -         |                                                                |
| 20                                                                                       | Ishmael Baidoo        | 1 grudnia 1998       | 2019        | Septemwri Sofia         | 5           | -           | 1             | -             | -           | -           | 6     | -     | 2/0/0     | -         |                                                                |
| 22                                                                                       | Szymon Matuszek       | 7 stycznia 1989      | 2016        | Dolcan Ząbki            | 29          | -           | 2             | 1             | 4           | -           | 35    | 1     | 9/0/1     | -         |                                                                |
| 23                                                                                       | Mateusz Matras        | 23 stycznia 1991     | 2019        | KGHM Zagłębie Lubin     | 16          | 3           | 1             | -             | -           | -           | 17    | 3     | 3/0/0     | -         |                                                                |
| 25                                                                                       | Krzysztof Kubica      | 25 maja 2000         | 2018        | Górnik II Zabrze        | -           | -           | -             | -             | -           | -           | -     | -     | -         | -         |                                                                |
| 28                                                                                       | Maciej Ambrosiewicz   | 24 maja 1998         | 2016        | MFK Karviná             | 21          | -           | 3             | 1             | 2           | -           | 26    | 1     | 2/0/0     | -         |                                                                |
| 30                                                                                       | Dariusz Kamiński      | 25 listopada         | 2017        | Gwarek Zabrze           | -           | -           | -             | -             | -           | -           | -     | -     | -         | -         | w trakcie sezonu wypożyczony do Olimpii Grudziądz              |
| 45                                                                                       | Adam Ryczkowski       | 30 kwietnia 1997     | 2018        | Chojniczanka Chojnice   | 10          | -           | 2             | -             | 3           | -           | 15    | -     | -         | -         |                                                                |
| 77                                                                                       | Giannis Mystakidis    | 7 grudnia 1994       | 2019        | PAS Janina              | 9           | -           | 1             | -             | -           | -           | 10    | -     | 2/0/0     | -         |                                                                |
| Napastnicy                                                                               |                       |                      |             |                         |             |             |               |               |             |             |       |       |           |           |                                                                |
| 17                                                                                       | Igor Angulo           | 26 stycznia 1984     | 2016        | AO Platania Chanion     | 37          | 24          | 4             | 3             | 4           | 1           | 45    | 28    | 3/0/1     | -         | król strzelców Ekstraklasy, napastnik sezonu                   |
| 19                                                                                       | Kamil Zapolnik        | 9 września 1992      | 2018        | GKS Tychy               | 23          | 2           | 3             | 3             | -           | -           | 26    | 5     | 5/0/0     | -         |                                                                |
| 20                                                                                       | Marcin Urynowicz      | 16 marca 1996        | 2015        | Gwarek Zabrze           | 8           | 1           | 1             | -             | 3           | -           | 12    | 1     | 2/0/0     | -         | w okienku zimowym wypożyczony do Odry Opole                    |
| 21                                                                                       | Daniel Smuga          | 18 stycznia 1997     | 2018        | Victoria Sulejówek      | 15          | 1           | 2             | 2             | 3           | 2           | 20    | 5     | 2/0/1     | -         | w okienku zimowym wypożyczony do Wigier Suwałki                |
| 23                                                                                       | Rafał Wolsztyński     | 8 grudnia 1994       | 2012        | Legionovia Legionowo    | 6           | -           | 2             | -             | 1           | -           | 9     | -     | 1/0/0     | -         | w okienku zimowym odszedł do Widzewa Łódź                      |
| 26                                                                                       | Dominik Lasik         | 5 lutego 1997        | 2016        | Gwarek Zabrze           | -           | -           | -             | -             | -           | -           | -     | -     | -         | -         |                                                                |
| 31                                                                                       | Bartosz Bartczuk      | 14 czerwca 2000      | 2016        | Górnik II Zabrze        | -           | -           | -             | -             | -           | -           | -     | -     | -         | -         |                                                                |
| -                                                                                        | Krzysztof Kiklaisz    | 13 kwietnia 1998     | 2013        | Górnik II Zabrze        | -           | -           | -             | -             | -           | -           | -     | -     | -         | -         |                                                                |
| Ostatnia aktualizacja: 37. kolejka Ekstraklasy, II runda Ligi Europy, 1/4 Pucharu Polski |                       |                      |             |                         |             |             |               |               |             |             |       |       |           |           |                                                                |

### Transfery

#### Przyszli
| Poz            | Nazwisko           | Poprzedni klub          | Typ                   | Koniec      | Kwota transferu | Źródło        |
| -------------- | ------------------ | ----------------------- | --------------------- | ----------- | --------------- | ------------- |
| Okienko letnie |                    |                         |                       |             |                 |               |
| PO             | Jesús Jiménez      | CF Talavera de la Reina | transfer              | 30.06.2021  | bez odstępnego  | [ 8 ]         |
| PO             | Adam Ryczkowski    | Chojniczanka Chojnice   | transfer              | 30.06.2020  | bez odstępnego  | [ 9 ]         |
| BR             | Mateusz Kuchta     | Odra Opole              | powrót z wypożyczenia | -           | -               | [ 10 ]        |
| PO             | Wiktor Biedrzycki  | Stomil Olsztyn          | transfer              | 30.06.2019  | bez odstępnego  | [ 11 ]        |
| PO             | Krzysztof Kubica   | Górnik II Zabrze        | przejście z rezerw    | brak danych | -               | -             |
| OB             | Kacper Michalski   | Górnik II Zabrze        | przejście z rezerw    | brak danych | -               | -             |
| OB             | Karol Jaksik       | Górnik II Zabrze        | przejście z rezerw    | brak danych | -               | -             |
| OB             | Kamil Surowiec     | Górnik II Zabrze        | przejście z rezerw    | brak danych | -               | -             |
| NA             | David Ledecký      | Odra Opole              | powrót z wypożyczenia | -           | -               | [ 12 ]        |
| OB             | Meik Karwot        | Pogoń Siedlce           | powrót z wypożyczenia | -           | -               | [ 13 ]        |
| NA             | Kamil Zapolnik     | GKS Tychy               | transfer              | 30.06.2020  | 45.000 €        | [ 14 ]        |
| BR             | Jakub Szymański    | Górnik II Zabrze        | przejście z rezerw    | brak danych | -               | -             |
| Okienko zimowe |                    |                         |                       |             |                 |               |
| BR             | Martin Chudý       | Spartak Trnawa          | transfer              | 30.06.2020  | brak danych     | [ 15 ]        |
| PO             | Walerian Gwilia    | FC Luzern               | wypożyczenie          | 30.06.2019  | -               | [ 16 ]        |
| PO             | Mateusz Matras     | KGHM Zagłębie Lubin     | wypożyczenie          | 30.06.2019  | -               | [ 17 ]        |
| PO             | Szymon Żurkowski   | ACF Fiorentina          | wypożyczenie          | 30.06.2019  | -               | [ 18 ] [ 19 ] |
| NA             | Giannis Mystakidis | PAOK Saloniki           | wypożyczenie          | 30.06.2019  | -               | [ 20 ]        |
| PO             | Ishmael Baidoo     | Septemwri Sofia         | transfer              | 30.06.2022  | 150.000 €       | [ 21 ]        |
| OB             | Adam Örn Arnarson  | Aalesunds FK            | transfer              | 30.06.2020  | bez odstępnego  | [ 22 ]        |
| OB             | Boris Sekulić      | CSKA Sofia              | transfer              | 30.06.2019  | bez odstępnego  | [ 23 ]        |
| PO             | Dariusz Kamiński   | Olimpia Grudziądz       | powrót z wypożyczenia | -           | -               | -             |

Ostatnia aktualizacja: 18 lutego 2019

#### Odeszli
| Poz            | Nazwisko              | Nowy klub                    | Typ                 | Kwota transferu | Źródło        |
| -------------- | --------------------- | ---------------------------- | ------------------- | --------------- | ------------- |
| Okienko letnie |                       |                              |                     |                 |               |
| PO             | Rafał Kurzawa         | Amiens SC                    | transfer            | brak danych     | [ 24 ]        |
| PO             | Erik Grendel          | Spartak Trnawa               | koniec kontraktu    | -               | [ 25 ]        |
| PO             | Sandi Arčon           | ASD Gemonese                 | porozumienie stron  | -               | [ 26 ]        |
| OB             | Mateusz Wieteska      | Legia Warszawa               | prawo odkupu        | 125.000 €       | [ 27 ]        |
| PO             | Damian Kądzior        | Dinamo Zagrzeb               | transfer            | 400.000 €       | [ 28 ]        |
| BR             | Mateusz Kuchta        | KGHM Zagłębie Lubin          | transfer            | 50.000 €        | [ 10 ]        |
| PO             | Mariusz Przybylski    | Polonia Bytom                | koniec kontraktu    | -               | [ 29 ]        |
| BR             | Grzegorz Kasprzik     | brak danych                  | koniec kontraktu    | -               | [ 29 ]        |
| OB             | Ołeksandr Szeweluchin | Rymer Rybnik                 | koniec kontraktu    | -               | [ 29 ]        |
| NA             | David Ledecký         | Dynamo Czeskie Budziejowice  | transfer            | bez odstępnego  | [ 12 ]        |
| PO             | Dariusz Kamiński      | Olimpia Grudziądz            | wypożyczenie        | -               | [ 30 ]        |
| OB             | Meik Karwot           | Górnik II Zabrze             | przejście do rezerw | -               | -             |
| BR             | Mateusz Michalski     | Olimpia Zambrów              | wypożyczenie        | -               | -             |
| PO             | Daniel Wajsak         | Chrobry Głogów               | wypożyczenie        | -               | [ 31 ]        |
| Okienko zimowe |                       |                              |                     |                 |               |
| OB             | Bartłomiej Olszewski  | Pogoń Siedlce                | transfer            | bez odstępnego  | [ 32 ]        |
| PO             | Szymon Żurkowski      | ACF Fiorentina               | transfer            | 3.700.000 €     | [ 18 ] [ 19 ] |
| NA             | Rafał Wolsztyński     | Widzew Łódź                  | transfer            | 25.000 €        | [ 33 ]        |
| PO             | Konrad Nowak          | Puszcza Niepołomice          | transfer            | brak danych     | [ 34 ]        |
| NA             | Marcin Urynowicz      | Odra Opole                   | wypożyczenie        | -               | [ 35 ]        |
| PO             | Wiktor Biedrzycki     | Wigry Suwałki                | transfer            | bez odstępnego  | [ 36 ]        |
| OB             | Adam Wolniewicz       | GKS 1962 Jastrzębie          | wypożyczenie        | -               | [ 37 ]        |
| NA             | Daniel Smuga          | Wigry Suwałki                | wypożyczenie        | -               | [ 38 ]        |
| NA             | Dariusz Pawłowski     | Bruk-Bet Termalica Nieciecza | wypożyczenie        | -               | [ 39 ]        |

Ostatnia aktualizacja: 1 marca 2019

#### Nowe kontrakty
| Poz            | Nazwisko              | Koniec kontraktu | Typ                    | Źródło |
| -------------- | --------------------- | ---------------- | ---------------------- | ------ |
| Okienko letnie |                       |                  |                        |        |
| PO             | Konrad Nowak          | 30 czerwca 2019  | przedłużenie kontraktu | [ 40 ] |
| PO             | Dariusz Pawłowski     | 30 czerwca 2020  | przedłużenie kontraktu | [ 40 ] |
| Okienko zimowe |                       |                  |                        |        |
| BR             | Daniel Bielica        | 30 czerwca 2021  | przedłużenie kontraktu | [ 41 ] |
| PO             | Krzysztof Kubica      | brak danych      | przedłużenie kontraktu | [ 41 ] |
| NA             | Krzysztof Kiklaisz    | 30 czerwca 2021  | przedłużenie kontraktu | [ 41 ] |
| OB             | Michał Koj            | 30 czerwca 2021  | przedłużenie kontraktu | [ 42 ] |
| PO             | Daniel Liszka         | 30 czerwca 2023  | przedłużenie kontraktu | [ 43 ] |
| OB             | Przemysław Wiśniewski | 30 czerwca 2022  | przedłużenie kontraktu | [ 44 ] |
| NA             | Daniel Smuga          | 30 czerwca 2022  | przedłużenie kontraktu | [ 44 ] |
| PO             | Łukasz Wolsztyński    | 31 grudnia 2020  | przedłużenie kontraktu | [ 45 ] |

Ostatnia aktualizacja: 11 stycznia 2019

### Skład podstawowy
| Nr | Poz | Zawodnik              | Ekstraklasa | Puchar Polski | Liga Europy | Razem |
| -- | --- | --------------------- | ----------- | ------------- | ----------- | ----- |
| 17 | NA  | Igor Angulo (K)       | 35          | 3             | 4           | 42    |
| 9  | PO  | Jesús Jiménez         | 33          | 4             | 4           | 41    |
| 27 | PO  | Szymon Żurkowski      | 31          | 3             | 3           | 37    |
| 5  | OB  | Paweł Bochniewicz     | 32          | 4             | -           | 36    |
| 15 | OB  | Dani Suárez           | 27          | 2             | 4           | 33    |
| 2  | OB  | Przemysław Wiśniewski | 23          | 2             | 4           | 29    |
| 32 | OB  | Adrian Gryszkiewicz   | 21          | 1             | 4           | 26    |
| 1  | BR  | Tomasz Loska          | 19          | 1             | 4           | 24    |
| 22 | PO  | Szymon Matuszek (K)   | 18          | 1             | 4           | 23    |
| 19 | NA  | Kamil Zapolnik        | 19          | 2             | -           | 21    |
| 84 | BR  | Martin Chudý          | 18          | 1             | -           | 19    |
| 8  | PO  | Walerian Gwilia       | 18          | 1             | -           | 19    |
| 23 | PO  | Mateusz Matras        | 17          | 1             | -           | 18    |
| 28 | PO  | Maciej Ambrosiewicz   | 11          | 3             | 2           | 16    |
| 3  | OB  | Boris Sekulić         | 15          | 1             | -           | 16    |
| 14 | OB  | Michał Koj            | 12          | 3             | -           | 15    |
| 21 | NA  | Daniel Smuga          | 9           | 2             | 1           | 12    |
| 13 | OB  | Kacper Michalski      | 10          | 1             | -           | 11    |
| 10 | PO  | Łukasz Wolsztyński    | 10          | 1             | -           | 11    |
| 11 | PO  | Daniel Liszka         | 8           | 1             | 2           | 11    |
| 3  | OB  | Adam Wolniewicz       | 4           | 1             | 4           | 9     |
| 45 | PO  | Adam Ryczkowski       | 6           | -             | 2           | 8     |
| 77 | NA  | Giannis Mystakidis    | 6           | 1             | -           | 7     |
| 20 | NA  | Marcin Urynowicz      | 4           | 1             | 1           | 6     |
| 4  | OB  | Adam Örn Arnarson     | 5           | -             | -           | 5     |
| 6  | PO  | Wiktor Biedrzycki     | 2           | -             | 1           | 3     |
| 33 | BR  | Daniel Bielica        | 1           | 2             | -           | 3     |
| 8  | PO  | Konrad Nowak          | 2           | 1             | -           | 3     |
| 20 | PO  | Ishmael Baidoo        | 2           | -             | -           | 2     |

Ostatnia aktualizacja: 37. kolejka Ekstraklasy, II runda Ligi Europy, 1/4 Pucharu Polski
    podstawowa jedenastka     zawodnik odszedł z klubu w trakcie sezonu

### Nagrody indywidualne
| Imię i nazwisko | Nagroda                      | Źródło |
| --------------- | ---------------------------- | ------ |
| Igor Angulo     | napastnik sezonu Ekstraklasy | [ 46 ] |
| Igor Angulo     | król strzelców Ekstraklasy   | [ 46 ] |

## Zarząd i sztab szkoleniowy
Trenerem pierwszej drużyny pozostał Marcin Brosz, pełniący te obowiązki od 3 czerwca 2016 roku.
Przed rozpoczęciem sezonu ze stanowiska trenera III-ligowych rezerw zrezygnował Wojciech Gumola. Jego następcą został były piłkarz Górnika Piotr Gierczak, a jego asystentami Arkadiusz Przybyła i Mateusz Sławik.
Na początku lutego ogłoszono zmiany w zarządzie oraz radzie nadzorczej klubu. Ze stanowiska wiceprezesa zarządu odwołany został Andrzej Pasek, a do rady nadzorczej dołączył Wojciech Warian, pełniący od ponad sześciu lat funkcję prezesa Huty Zabrze.
6 lutego na stanowisko trenera bramkarzy pierwszej drużyny mianowany został Mateusz Sławik. Były piłkarz Górnika zastąpił na tym stanowisku Marka Matuszka, który otrzymał funkcję asystenta Marcina Brosza. Trenerem bramkarzy w zespole rezerw został Jerzy Machnik.
| Stanowisko                          | Imię i nazwisko              | Uwagi                                   |
| ----------------------------------- | ---------------------------- | --------------------------------------- |
| Prezes                              | Bartosz Sarnowski            | od 27 maja 2016                         |
| Członek zarządu                     | Wojciech Warian              | od 1 lutego 2019                        |
| Członek zarządu                     | Małgorzata Miller-Gogolińska | -                                       |
| Członek zarządu                     | Andrzej Pasek                | od 6 listopada 2015 do 31 stycznia 2019 |
| Trener                              | Marcin Brosz                 | od 3 czerwca 2016                       |
| Asystent trenera                    | Marek Kasprzyk               | od 11 lipca 2016                        |
| Asystent trenera                    | Marek Matuszek               | od 6 lutego 2019                        |
| Trener bramkarzy                    | Mateusz Sławik               | od 6 lutego 2019                        |
| Trener bramkarzy                    | Marek Matuszek               | od 20 czerwca 2016 do 5 lutego          |
| Trener przygotowania fizycznego     | Wojciech Mroszczyk           | od 20 czerwca 2016                      |
| Fizjoterapeuta                      | Bartłomiej Spałek            | Bartłomiej Spałek                       |
| Masażysta                           | Sebastian Jagiełło           | Sebastian Jagiełło                      |
| Lekarz                              | Zbigniew Kwiatkowski         | Zbigniew Kwiatkowski                    |
| Kierownik drużyny                   | Krzysztof Skutnik            | Krzysztof Skutnik                       |
| Obsługa techniczna                  | Bartosz Jankowy              | Bartosz Jankowy                         |
| Koordynator ds. Szkolenia Młodzieży | Jan Żurek                    | od 27 lipca 2016                        |
| Górnik II Zabrze (zespół rezerw)    |                              |                                         |
| Trener                              | Piotr Gierczak               | od 3 sierpnia 2018                      |
| Asystent trenera                    | Arkadiusz Przybyła           | od 3 sierpnia 2018                      |
| Trener bramkarzy                    | Jerzy Machnik                | od 6 lutego 2019                        |
| Trener bramkarzy                    | Mateusz Sławik               | od 3 sierpnia 2018do 5 lutego 2019      |